# Parupeneus barberinoides
Parupeneus barberinoides (Bleeker, 1852) è un pesce appartenente alla famiglia Mullidae.

## Distribuzione e habitat
Proviene dall'Oceano Pacifico occidentale, dove è diffuso dalle Isole Ryukyu e dalle Molucche alle Isole Marshall. Vive in zone con fondali sabbiosi, talvolta ricchi di vegetazione acquatica, anche oltre i 40 m di profondità.

## Descrizione
Presenta un corpo leggermente compresso sull'addome. Raggiunge i 30 cm di lunghezza massima, anche se di solito non supera i 20. La pinna caudale è gialla e biforcuta, come il peduncolo caudale, abbastanza allungato. La metà anteriore del corpo, invece, ha una colorazione marrone-rossastra, striata di bianco. Poco prima dell'inizio del peduncolo caudale, ancora nella zona gialla, è presente una piccola macchia nera. Può presentare striature blu sottili, spesso poco visibili; i barbigli sono rossastri.

## Biologia

### Comportamento
A differenza degli esemplari giovanili, che formano gruppi anche abbastanza grandi, gli adulti sono prevalentemente solitari.

### Alimentazione
La sua dieta, carnivora, è composta soprattutto da invertebrati acquatici come echinodermi (stelle marine), molluschi e piccoli crostacei.

## Acquariofilia
È occasionalmente catturato per essere venduto e allevato negli acquari.